# Šindži Okazaki
Šindži Okazaki (* 16. dubna 1986) je bývalý japonský fotbalový útočník. V sezóně 2015/16 získal s Leicesterem City premiérový titul klubu v anglické nejvyšší lize.
S japonskou reprezentací se zúčastnil Mistrovství světa 2014, Mistrovství Asie 2015 a Konfederačního poháru FIFA 2013.

## Statistiky
| Japonsko | Japonsko | Japonsko |
| Roky     | Záp.     | Góly     |
| -------- | -------- | -------- |
| 2008     | 4        | 0        |
| 2009     | 16       | 15       |
| 2010     | 15       | 3        |
| 2011     | 14       | 8        |
| 2012     | 9        | 3        |
| 2013     | 14       | 7        |
| 2014     | 13       | 4        |
| 2015     | 13       | 7        |
| 2016     | 8        | 2        |
| 2017     | 5        | 1        |
| 2018     | 5        | 0        |
| 2019     | 3        | 0        |
| Celkem   | 119      | 50       |